# Eglin Air Force Base
Eglin Air Force Base (IATA-code: VPS, ICAO-code: KVPS) is een vliegbasis van de United States Air Force en plaats (census-designated place) in de Amerikaanse staat Florida, en valt bestuurlijk gezien onder Okaloosa County. Eglin AFB ligt aan de kust in het westen van de Florida Panhandle, 5 km ten zuidwesten van Valparaiso.
De hosteenheid op Eglin is de 96th Test Wing (voorheen de 96th Air Base Wing). De 96 TW is het test- en evaluatiecentrum voor door de lucht geleverde wapens, navigatie- en geleidingssystemen, commando- en controlesystemen en Air Force Special Operations Command (AFSOC)-systemen. Eglin is een basis van het Air Force Materiel Command (AFMC) die dient als het referentiecentrum voor alle bewapening van de luchtmacht. Eglin is verantwoordelijk voor de ontwikkeling, verwerving, testen, inzet en instandhouding van alle door de lucht geleverde niet-nucleaire wapens. De basis plant, leidt en voert tests en evaluaties uit van Amerikaanse en geallieerde luchtbewapening, navigatie- en geleidingssystemen en commando- en controlesystemen. Testen onder extreme weersomstandigheden van vliegtuigen en andere apparatuur worden hier in het McKinley Climatic Laboratory uitgevoerd. De 33d Fighter Wing en diens 58th Fighter Squadron zijn sinds 2009 aangeduid als trainings- en testwing voor de Lockheed Martin F-35 Lightning II waarvan het eerste toestel op 14 juli 2011 werd in gebruik genomen op Eglin.
De landingsbanen en andere delen van de vliegveldinfrastructuur worden gedeeld met de civiele Destin–Fort Walton Beach Airport.
Eglin AFB werd 90 jaar geleden in 1935 opgericht als de Valparaiso Bombing and Gunnery Base. Het is genoemd ter ere van luitenant-kolonel Frederick I. Eglin (1891-1937), die omkwam bij een crash van zijn Northrop A-17 aanvalsvliegtuig op een vlucht van Langley naar Maxwell Field, Alabama.

## Demografie
Bij de volkstelling in 2000 werd het aantal inwoners vastgesteld op 8082. Eglin Air Force Base had 2.359 militaire gezinswoningen. Ongehuwde junior militairen wonen over het algemeen in een van de zeven slaapzalen van Eglin in de buurt van de eetzaal, de kapel, de basissportschool en de buslijnen op de basis. De basis beslaat 1.874,2 km².

## Geografie
Volgens het United States Census Bureau beslaat de plaats een oppervlakte van
8,3 km², waarvan 7,9 km² land en 0,4 km² water.

## Plaatsen in de nabije omgeving
De onderstaande figuur toont nabijgelegen plaatsen in een straal van 8 km rond Eglin AFB.